# Listasafn Íslands

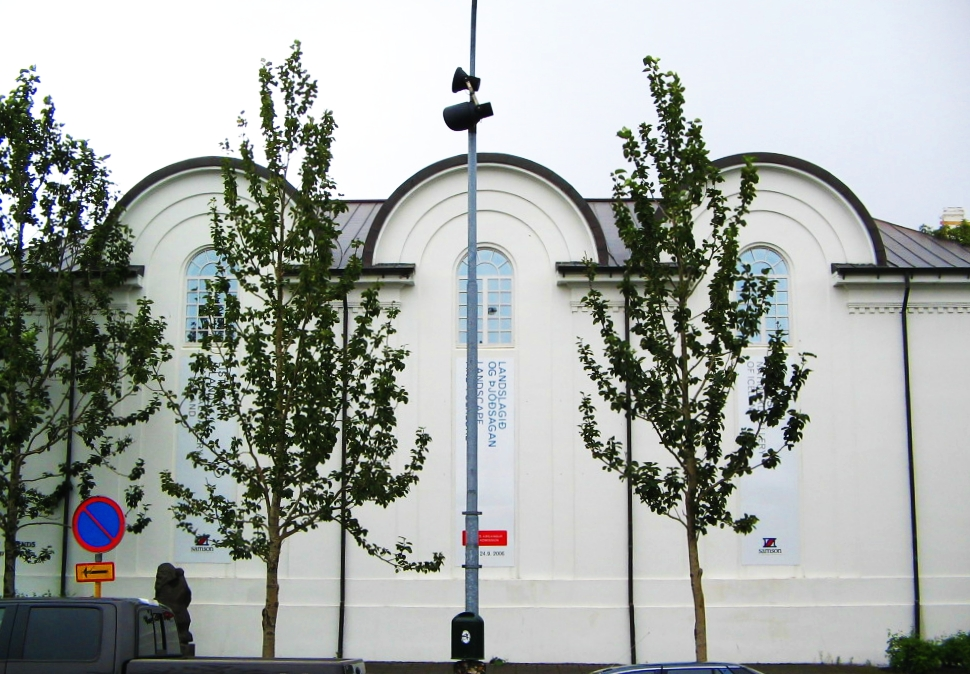
Listasafn Íslands

Die Listasafn Íslands (deutsch Nationalgalerie Islands) ist ein staatliches Kunstmuseum in der isländischen Hauptstadt Reykjavík. In der Nationalgalerie werden Kunstwerke von bekannten isländischen Künstlern ausgestellt.

## Geschichte
Die Nationalgalerie wurde im Oktober 1884 von Björn Bjarnarson (* 1853; † 1918) in Kopenhagen gegründet. Die Kunstwerke wurden zunächst bis 1950 im Althing präsentiert, anschließend wurden sie ins isländische Nationalmuseum verbracht mit dem die Räumlichkeiten geteilt wurden. Hier wurde das Museum 1951 auch offiziell eröffnet. 1987 zog die Nationalgalerie schließlich an ihren heutigen Standort, Fríkirkjuvegi 7, um.

## Ausstellungen
Zu den Dauerausstellungen zählen Kunstwerke, die sich mit dem isländischen Leben beschäftigen. Der Standort Fríkirkjuvegi 7 beschäftigt sich außerdem mit zeitgenössischer Kunst. Am Standort Hverfisgata 15 (The House of Collections, isländisch Safnahúsið), der auch zur Nationalgalerie gehört, gibt es Ausstellungen zu aktuellen Themen zu sehen, so beispielsweise eine Ausstellung zum Thema „Flüchten nach Vulkanausbrüchen“ nach dem Vulkanausbruch 2023/2024 bei Grindavík.